# Mestna hiša, Brugge
Mestna hiša je ena najstarejših mestnih hiš v celotni nizozemski regiji.  Je na Grajskem trgu (nl Burg), območju nekdanjega utrjenega gradu v središču mesta Brugge v Belgiji.
Po požaru v mestnem zvoniku leta 1280 je stari Ghyselhuus, ki ga niso več uporabljali za zapor grofije Flandrije, postal kraj sestankov mestnega sveta. Leta 1376 je bil porušen in nadomeščen z novo stavbo za mestni svet. Grof Louis je položil temeljni kamen.  Jan Roegiers je postal odgovoren za novo stavbo, projekt je bil dokončan leta 1421. Mestna hiša je prva poznogotska veličastna stavba občinskega sveta v Flandriji in Brabantu: njeno razposajeno razkošje priča o gospodarski in politični moči mesta, ko je imel Brugge več kot 37.000 ali celo 45.000 prebivalcev. 
Pionirska kamnita fasada najstarejšega dela, ki se je v 16. in 17. stoletju večkrat razširil proti jugu, temelji na hitrem zaporedju mestnih hiš v Bruslju, Gentu, Leuvnu in Oudenaardu. Ljubitelji stavbe poudarjajo učinek "bruggejevske dobe", ki se nanaša na številčnost ponavljanja sistematično postavljenih niš, ki zajemajo okna, čeprav ni gotovo, da je bil ta učinek izumljen v Bruggeu.
Kipi pod kamnitim nadstreškom na fasadi stavbe so bili večkrat obnovljeni. Med francosko revolucijo so bili vsi kipi uničeni. Nekaj kosov je zdaj shranjenih v zbirkah mestnega muzeja. Nazobčana fasada ima zgoraj majhne stolpiče, streha pa je okrašena z majhnimi čopki in frčadami. Leta 1766 so bila vrata na levi strani pročelja ponovno postavljena, da bi bil splošni učinek bolj simetričen.
Med letoma 1895 in 1905 sta ugledna lokalna arhitekta Louis Delacenserie in neogotski mojster Jean-Baptiste Bethune začela obnovo notranjosti.  Manjšo in večjo dvorano sveta je zamenjala enotna gotska dvorana. Bogata dekoracija te dvorane je imela za posledico natečaj za izdelavo zunanje fasade. Impresivni dvojni obokani leseni strop je bil obnovljen in razširjen tako, da je pokrival celotno območje, medtem ko je obok nad dvema vzhodnima polama iz 19. stoletja. Medaljoni v sklepnikih kažejo prizore iz Nove zaveze, preroke, evangeliste in svetnike. Dekoracija konzol, ki podpirajo streho, kaže naravne in sezonske teme. Na stenah so slike Albrechta De Vriendta in prikazujejo prizore iz zgodovine Bruggea. Veličastne poličke so neogotske izboljšave 19. stoletja. Kamniti obok iz leta 1766, ki je zajel nižjo raven, je nadomestila kvazizgodovinska lesena struktura, ki jo podpirajo štirje stebri in delijo prostor na dve polovici.